# Kazachstania sinensis
Kazachstania sinensis är en svampart som först beskrevs av M.X. Li, X.H. Fu & R.G. Tang, och fick sitt nu gällande namn av Kurtzman 2003. Kazachstania sinensis ingår i släktet Kazachstania och familjen Saccharomycetaceae.   Inga underarter finns listade i Catalogue of Life.